# 15239 Stenhammar
15239 Stenhammar este un asteroid din centura principală de asteroizi.

## Descriere
15239 Stenhammar este un asteroid din centura principală de asteroizi. A fost descoperit pe 4 februarie 1989 la Observatorul La Silla de Eric Walter Elst. Asteroidul prezintă o orbită caracterizată de o semiaxă mare de 2,98 ua, o excentricitate de 0,05 și o înclinație de 9,1° în raport cu ecliptica.